# Genís Capdevila i Puig
Genís Capdevila i Puig   (Barcelona, 3 de març de 1860 - Barcelona, 31 de març de 1932) va ser un pintor costumista català a cavall entre els segles xix i xx, especialitzat en bodegons de flors, també va cultivar el retrat i el paisatge.

## Biografia
Era fill de Jaume Capdevila, ebenista, i de Carme Puig. Va ser batejat a la Parròquia de Sant Josep el 4 de març del mateix any amb els noms de Ginés Juan Ramon. Va morir el 31 de març de 1932 a Barcelona en el seu domicili a l'edat de 72 anys, a conseqüència d'una broncopneumònia, i va ser enterrat en el Cementiri del Sud-oest.
No es coneix que provingui de nissaga de pintors. Va estudiar a l'Escola de Belles Arts de Barcelona, coneguda com la Llotja, començant els seus estudis el curs 1874/1875 i finalitzant-los el 1878/1879 amb la qualificació d'Aprovat en Dibuix Natural i de Notable en Coloració i Composició. Durant la seva escolarització va rebre diverses mencions honorífiques en Dibuix Artístic, Dibuix del Natural i Coloració i Composició. Un dels seus mestres va ser Antoni Caba. Va ampliar coneixements amb la còpia dels mestres del Museu del Prado. Cap al 1891 es va traslladar a París relacionant-se amb pintors de la colònia espanyola com Francesc Anglada, Lluís Buxó i Francesc Miralles. Acudia amb regularitat al taller d'Antoni Casanova Estorach, treballant com a deixeble i col·laborador, i tornà a Barcelona el 1894. Va ser mestre de Joaquim Freixa i Saurí. També se suposava que ho era del seu fill Genís Capdevila Poch, però després d'haver contrastat opinions i revisar les dades, s'arriba a la conclusió que, si l'obra és la mateixa i el pintor és el mateix, llavors es tracta d'un error d'impremta en el segon cognom Poch. Per tant, no tenia cap fill pintor.

## Obra
La seva obra es considera una mica eclèctica però sempre sota els cànons de l'academicisme. L'extensió de la seva obra es pot constatar en un anunci publicat el diumenge 12 de març de 1972, on s'oferia la venda d'un lot de vuitanta dels seus quadres.
Era soci del Reial Cercle Artístic de Barcelona en el qual va realitzar diverses exposicions conjuntes amb altres associats.
Pel que fa al tractament de l'obra conservada en el Museu de la Pell d'Igualada i Comarcal de l'Anoia, segons el catàleg de l'exposició celebrada del 20 d'agost al 10 de setembre de 2000, es pot comprovar que el retrat que es va exposar mostrava un elevat grau de qualitat tècnica i de perfecció en l'execució de la pintura en el gènere del retrat.
També va participar en l'Exposició Universal de Barcelona de 1888, en la Universal i Internacional de Brussel·les de 1910 que va presentar Printemps de la vie i en la Internacional de Barcelona de 1929 on va presentar Primavera.
El Reial Cercle de Belles Arts de Barcelona, el 3 de novembre de 1908, va regalar al llavors president del Govern Antonio Maura un moble fet amb fusta noble i decorat en el seu interior amb diverses composicions pictòriques; sent una d'elles un paisatge mallorquí de Genís Capdevila, com a homenatge al lloc de naixement del polític.

## Exposicions
Són nombroses les exposicions que va realitzar, ja fossin conjuntes, destinades a donar a conèixer la seva pintura, com individuals, més destinades a la venda. La seva primera exposició va ser quan tenia 24 anys. Totes elles apareixen descrites en la següent llista.
Els seus principals marxants van ser la Sala Parés i les Galeries Laietanes.
Agrupant les Exposicions tant Internacionals com Nacionals i les de caràcter individual i les col·lectives, en resulta el següent quadre:
| Internacionals | 4  |
| Nacionals      | 46 |
| Col·lectives   | 38 |
| Individuals    | 12 |

## Catàlegs
En l'Exposició Internacional de Barcelona de l'any 1929 consta que va ser premiat amb segona medalla. En els catàlegs de les individuals dels anys 1885, 1911, 1917 i 1918 consten la llista de les obres exposades i els seus preus. En alguns dels catàlegs també figura la seva adreça. No s'indica si és la particular o la de l’estudi.
- 1888. Exposició Universal de Barcelona. Catàleg pàgina 126, 3657 Genís Capdevila[5]
- 1894. II Exposició de Belles Arts de Barcelona. Catàleg pàgina 92 Pintura Sala 6.[6]
- 1896. III Exposició de Belles Arts de Barcelona. Catàleg pàgina 81 Pintura Salón de la Reina Regente.[7]
- 1897/8. IV Exposició de Belles Arts de Barcelona. Catàleg pàgina 33 Sala Primera.[8]
- 1907. V Exposició de Belles Arts de Barcelona. Catàleg de les obres pàgina 7. Sala de la Reina Regenta.[9] -
- 1908. Reial Cercle Artístic de Barcelona. Regal d'un moble Modernista amb pintures al president del Govern Antonio Maura.[10]
- 1910. Exposició de Belles Arts de Barcelona. Exposición de retratos y dibujos antiguos y modernos. Catálogo de las obras pàgina 101 Sala XVII.
- 1918. Palau de Belles Arts de Barcelona. Exposició de les Associacions Artístiques. Catàleg de les obres: Real Círculo Artístico. Pintura pàgina 14.[11]
- 1919. Palau Municipal de Belles Arts de Barcelona. Catàleg de les obres: Cercle Artístic.[12]
- 1920. Exposició d'Art de Barcelona. Catàleg de les obres: Reial Cercle Artístic.[13]
- 1921. Exposició d'Art Barcelona. Catàleg oficial. Real Cercle Artístic.[14]
- 1925. Galeries Malmedé, La Gaseta 1 de gener 1925 Nº 16 p 4.[15]
- 1926. Galeries Laietanes, La Gaseta 1 de febrer 1926 Nº 42 p 6.[16]
- 2000. Museu de la Pell d'Igualada. Fons Pictòric adquisicions any 2000.[17]